# Inductancia

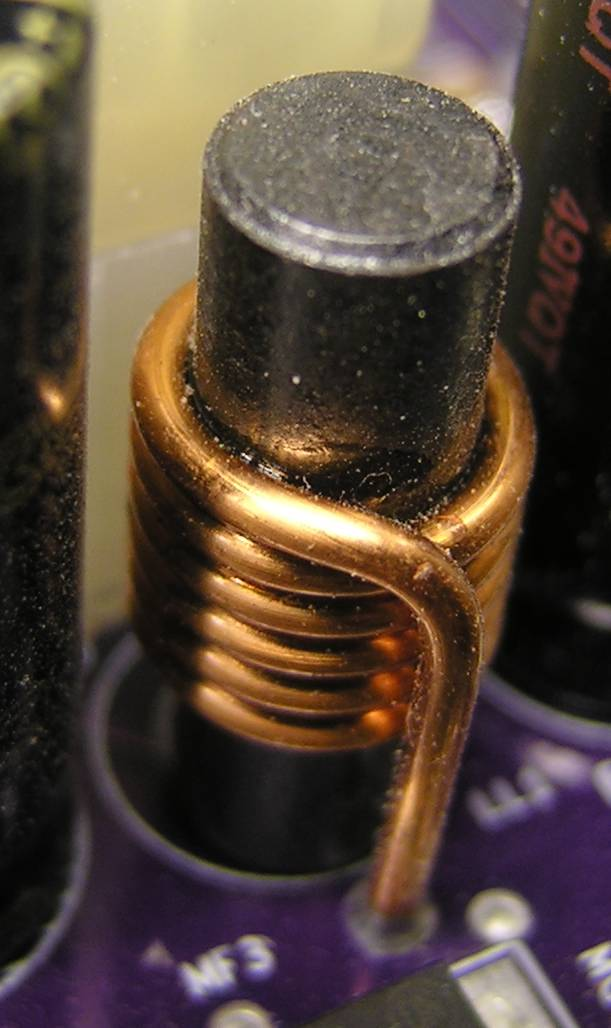
Un solenoide.

En electromagnetismo y electrónica, la inductancia ({\displaystyle L}), es la medida de la oposición a un cambio de corriente de un inductor o bobina que almacena energía en presencia de un campo magnético, y se define como la relación entre el flujo magnético ({\displaystyle \mathbf {\Phi } }) y la intensidad de corriente eléctrica ({\displaystyle I}) que circula por la bobina y el número de vueltas (N) del devanado:
La inductancia depende de las características físicas del conductor y de la longitud del mismo. Si se enrolla un conductor, la inductancia aparece. Con muchas espiras se tendrá más inductancia que con pocas. Si a esto añadimos un
núcleo de ferrita, aumentaremos considerablemente la inductancia.
El flujo que aparece en esta definición es el flujo producido por la corriente {\displaystyle I} exclusivamente. No deben incluirse flujos producidos por otras corrientes ni por imanes situados cerca ni por ondas electromagnéticas.
Esta definición es de poca utilidad porque es difícil medir el flujo abrazado por un conductor. En cambio se pueden medir las variaciones del flujo y eso solo a través de la Tensión Eléctrica {\displaystyle V} inducida en el conductor por la variación del flujo. Con ello llegamos a una definición de inductancia equivalente pero hecha a base de cantidades que se pueden medir, esto es, la corriente, el tiempo y la tensión:
El signo de la tensión y de la corriente son los siguientes: si la corriente que entra por la extremidad A del conductor, y que va hacia la otra extremidad, aumenta, la extremidad A es positiva con respecto a la opuesta. Esta frase también puede escribirse al revés: si la extremidad A es positiva, la corriente que entra por A aumenta con el tiempo.
En el SI, la unidad de la inductancia es el «henrio» (H), llamada así en honor al científico estadounidense Joseph Henry. 1 H = 1 Wb/A, donde el flujo se expresa en weber y la intensidad en amperios. 
El vocablo «inductancia» fue empleado por primera vez por Oliver Heaviside en febrero de 1886, mientras que el símbolo {\displaystyle L} se utiliza en honor al físico Heinrich Lenz.
La inductancia siempre es positiva, salvo en ciertos circuitos electrónicos especialmente concebidos para simular inductancias negativas, y los valores de inductancia prácticos, van de unos décimos de nH para un conductor de 1 milímetro de largo, hasta varias decenas de miles de henrios para bobinas hechas de miles de vueltas alrededor de núcleos ferromagnéticos.

## Historia
La historia de la inducción electromagnética, una faceta del electromagnetismo, comenzó con las observaciones de los antiguos: carga eléctrica o electricidad estática (frotar seda sobre ámbar), corriente eléctrica (relámpago) y atracción magnética (piedra imán). La comprensión de la unidad de estas fuerzas de la naturaleza y la teoría científica del electromagnetismo comenzaron a fines del siglo XVIII.
La inducción electromagnética fue descrita por primera vez por Michael Faraday en 1831. En el experimento de Faraday, envolvió dos cables alrededor de los lados opuestos de un anillo de hierro. Él esperaba que, cuando la corriente comenzara a fluir en un cable, una especie de onda viajaría a través del anillo y causaría algún efecto eléctrico en el lado opuesto. Usando un galvanómetro, observó un flujo de corriente transitorio en la segunda bobina de alambre cada vez que se conectaba o desconectaba una batería de la primera bobina. Esta corriente fue inducida por el cambio en el flujo magnético que ocurrió cuando la batería fue conectada y desconectada. Faraday encontró varias otras manifestaciones de la inducción electromagnética. Por ejemplo, vio corrientes transitorias cuando deslizó rápidamente una barra magnética dentro y fuera de una bobina de cables, y generó una corriente constante (CC) al girar un disco de cobre cerca de la barra magnética con una cable eléctrico deslizante ("disco de Faraday").

## Formalismo general

### Inductancia mutua
Como se verá a continuación, la inductancia (mutua y autoinductancia) es una característica de los circuitos, dependiente de su geometría. Sean dos circuitos arbitrarios descritos por las curvas {\displaystyle \gamma _{1}} y {\displaystyle \gamma _{2}} por donde circulan corrientes {\displaystyle I_{1}} y {\displaystyle I_{2}}, respectivamente. De ahora en más el subíndice 1 representa magnitudes correspondientes al 
circuito 1 y análogamente para el circuito 2. En virtud de la ley de Faraday se tiene
donde {\displaystyle {\vec {E}}({\vec {x}}_{1})} es el campo eléctrico y {\displaystyle {\vec {B}}({\vec {x}}_{1})} es el campo magnético en el circuito 1. Si ahora se toma el flujo a través del área encerrada {\displaystyle S_{1}} por el circuito 1,
y se usa el teorema de Stokes en la integral del lado izquierdo, se obtiene la fem {\displaystyle \epsilon _{1}} para el circuito 1:
Es conveniente usar el hecho de que {\displaystyle {\vec {B}}({\vec {x}}_{1})={\vec {\nabla }}\times {\vec {A}}({\vec {x}}_{1})}, donde {\displaystyle {\vec {A}}({\vec {x}})} es el potencial vectorial, para reescribir lo anterior como
En este punto se debe hacer una simplificación: se supondrá que el circuito no cambia en el tiempo, con lo cual la derivada parcial puede salir fuera de la integral. Esto permite entonces aplicar nuevamente el teorema de Stokes. Matemáticamente:
Dado que {\displaystyle {\vec {A}}({\vec {x}})={\frac {1}{4\pi \epsilon _{0}c^{2}}}\int _{V}{\frac {{\vec {J}}({\vec {x}}')}{|{\vec {x}}-{\vec {x}}'|}}d^{3}x'} en el gauge {\displaystyle {\vec {\nabla }}\cdot {\vec {A}}=0} donde {\displaystyle {\vec {J}}({\vec {x}})} es la densidad de corriente que genera el campo magnético {\displaystyle {\vec {B}}}. En este caso la densidad de corriente corresponde a la del circuito 2, por lo que {\displaystyle {\vec {A}}({\vec {x}}_{1})={\frac {1}{4\pi \epsilon _{0}c^{2}}}\int _{V}{\frac {{\vec {J}}({\vec {x}}_{2})}{|{\vec {x}}_{1}-{\vec {x}}_{2}|}}d^{3}x_{2}}. En caso de que la densidad de corriente corresponda a una curva y no a un volumen en el espacio es lícito reescribir el potencial vectorial como {\displaystyle {\vec {A}}({\vec {x}}_{1})={\frac {1}{4\pi \epsilon _{0}c^{2}}}\oint _{\gamma _{2}}{\frac {I_{2}}{|{\vec {x}}_{1}-{\vec {x}}_{2}|}}{\vec {ds_{2}}}}. Luego, reemplazando esta última igualdad en la expresión anterior se obtiene:
Dado que se ha supuesto que los circuitos no se modifican en el tiempo solo {\displaystyle I_{2}} se ve afectada por la derivada temporal, con lo que
El anterior razonamiento se puede repetir para el circuito 2 dando como resultado
Claramente las constantes que acompañan a las derivadas temporales en ambos casos son coeficientes que solo dependen de la geometría de los circuitos y además son iguales. Luego se llama inductancia mutua, {\displaystyle M} a dicha constante

### Autoinductancia
Para calcular la autoinductancia se puede proceder con el razonamiento anterior. A pesar de esto surge un problema: la doble integral no se hace sobre circuitos distintos sino sobre el mismo dando lugar a divergencia cuando {\displaystyle {\vec {x}}_{2}={\vec {x}}_{1}}. Dicho problema puede ser resuelto si en la integral se usa la expresión general para {\displaystyle {\vec {A}}({\vec {x}})={\frac {1}{4\pi \epsilon _{0}c^{2}}}\int _{V}{\frac {{\vec {J}}({\vec {x}}')}{|{\vec {x}}-{\vec {x}}'|}}d^{3}x'} para puntos muy cercanos entre sí. Esta proximidad entre puntos permite hacer aproximación con las cuales se puede resolver la integral.
No obstante existen casos donde la autoinductancia se calcula trivialmente como por ejemplo el solenoide ideal: si {\displaystyle \phi _{M}} es el flujo magnético, por Ley de Faraday se tiene
Dado que el campo magnético en el solenoide es constante, es posible calcularlo como {\displaystyle |{\vec {B}}|={\frac {\mu _{0}NI}{l}}}, con {\displaystyle N} el número de vueltas, {\displaystyle l} el largo del solenoide e {\displaystyle I} la corriente que pasa el mismo, se tiene
donde {\displaystyle L={\frac {\mu _{0}N^{2}A}{l}}} es la autoinductancia. El valor de la inductancia viene determinado exclusivamente por las características geométricas de la bobina y por la permeabilidad magnética del espacio donde se encuentra. Si el solenoide tiene un núcleo de permeabilidad distinta de vacío, la inductancia (en Henrios), de acuerdo con las ecuaciones de Maxwell, viene determinada por:
donde {\displaystyle \mu } es la permeabilidad absoluta del núcleo (el producto entre la permeabilidad del aire y la permeabilidad relativa del material) {\displaystyle N} es el número de espiras, {\displaystyle A} es el área de la sección transversal del bobinado (en metros cuadrados) y {\displaystyle l} la longitud de las bobina (en metros).
El cálculo de {\displaystyle l} es bastante complicado a no ser que la bobina sea toroidal y aun así, resulta difícil si el núcleo presenta distintas permeabilidades en función de la intensidad que circule por la misma. En este caso, la determinación de {\displaystyle l} se realiza a partir de las curvas de imanación.

## Acoplamiento magnético
Cuando parte del flujo magnético de una bobina alcanza a otra, se dice que ambas bobinas están acopladas magnéticamente. Este acoplamiento a menudo es no deseado, pero en ocasiones es aprovechado, como ocurre por ejemplo en los transformadores. En bobinas acopladas, existen dos tipos de inductancia: la debida al flujo de una bobina sobre otra, denominada inductancia mutua, y la debida al propio flujo, denominada autoinductancia. Así, en el caso de dos bobinas se tendría:
{\displaystyle L_{11}} - autoinductancia de la bobina 1
{\displaystyle L_{22}} - autoinductancia de la bobina 2
{\displaystyle L_{12}=L_{21}} - inductancias mutuas
Para diferenciar la autoinductancia de la inductancia mutua, se suelen designar con {\displaystyle L} y {\displaystyle M} respectivamente.
La inductancia mutua es aquella que comprende los flujos magnéticos compartidos, es decir {\displaystyle M=L_{12}+L_{21}}, en otras palabras es la suma de las inductancias que llegan a concatenarse.
El coeficiente de acoplamiento magnético {\displaystyle K} representa la capacidad de concatenación de los flujos magnéticos, en el caso de dos bobinas se tendría:
{\displaystyle K={M \over {\sqrt {L_{11}\cdot L_{22}}}}}

## Autoinducción de formas de alambre delgado
La siguiente tabla enumera las fórmulas para la autoinducción de varias formas simples hechas de conductores cilíndricos delgados (alambres). En general, estos solo son precisos si el radio del cable {\displaystyle a} es mucho más pequeño que las dimensiones de la forma, y si no hay materiales ferromagnéticos cerca (sin núcleo magnético).
| Tipo                          | Inductancia | Comentario |
| ----------------------------- | --- | --- |
| Solenoide de una sola capa    | La conocida fórmula de aproximación de Wheeler para la bobina de núcleo de aire del modelo de hoja actual: {\displaystyle {\mathcal {L}}={\frac {N^{2}D^{2}}{18D+40\ell }}} (inglés) {\displaystyle {\mathcal {L}}={\frac {N^{2}D^{2}}{45D+100\ell }}} (cgs) Esta fórmula da un error de no más de 1% cuando {\displaystyle \ell >0.4\,D~.} | - {\displaystyle {\mathcal {L}}} inductancia en μH (10−6 henries) - {\displaystyle N} número de vueltas - {\displaystyle D} diámetro en (pulgadas) (cm) - {\displaystyle \ell } longitud en (pulgadas) (cm)                        |
| Cable coaxial(HF)             | {\displaystyle {\mathcal {L}}={\frac {\mu _{0}}{2\pi }}\ell \ln \left({\frac {b}{a}}\right)} | - {\displaystyle b}: Radio interior de cond. exterior - {\displaystyle a}: Radio del conductor interior - {\displaystyle \ell }: Longitud - {\displaystyle \mu _{0}}: consulte la nota al pie de la tabla.                         |
| Bucle circular                | {\displaystyle {\mathcal {L}}=\mu _{0}\ r\ \left[\ln \left({\frac {8r}{a}}\right)-2+{\tfrac {1}{4}}Y+{\mathcal {O}}\left({\frac {a^{2}}{r^{2}}}\right)\right]} | - {\displaystyle r}: Radio de bucle - {\displaystyle a}: Radio del alambre - {\displaystyle \mu _{0},Y}: véase las notas al pie de la tabla.                                                                                       |
| Rectángulo de alambre redondo | {\displaystyle {\begin{aligned}{\mathcal {L}}={\frac {\mu _{0}}{\pi }}\ {\biggl [}\ &\ell _{1}\ln \left({\frac {2\ell _{1}}{a}}\right)+\ell _{2}\ \ln \left({\frac {2\ell _{2}}{a}}\right)+2{\sqrt {\ell _{1}^{2}+\ell _{2}^{2}\ }}\\&-\ell _{1}\ \sinh ^{-1}\left({\frac {\ell _{1}}{\ell _{2}}}\right)-\ell _{2}\sinh ^{-1}\left({\frac {\ell _{2}}{\ell _{1}}}\right)\\&-\left(2-{\tfrac {1}{4}}Y\ \right)\left(\ell _{1}+\ell _{2}\right)\ {\biggr ]}\end{aligned}}} | - {\displaystyle \ell _{1},\ell _{2}}: Longitudes laterales - {\displaystyle \ \ell _{1}\gg a,\ell _{2}\gg a\ } - {\displaystyle a}: Radio del alambre - {\displaystyle \mu _{0},Y}: véase las notas al pie de la tabla.           |
| Par de cables paralelos       | {\displaystyle {\mathcal {L}}={\frac {\ \mu _{0}}{\pi }}\ \ell \ \left[\ln \left({\frac {s}{a}}\right)+{\tfrac {1}{4}}Y\right]} | - {\displaystyle a}: Radio del alambre - {\displaystyle s}: Distancia de separación, {\displaystyle s\geq 2a} - {\displaystyle \ell }: Longitud del par - {\displaystyle \mu _{0},Y}: véase las notas al pie de la tabla.          |
| Par de cables paralelos (HF)  | {\displaystyle {\begin{aligned}{\mathcal {L}}&={\frac {\mu _{0}}{\pi }}\ \ell \ \cosh ^{-1}\left({\frac {s}{2a}}\right)\\&={\frac {\mu _{0}}{\pi }}\ \ell \ \ln \left({\frac {s}{2a}}+{\sqrt {{\frac {s^{2}}{4a^{2}}}-1}}\right)\\&\approx {\frac {\mu _{0}}{\pi }}\ \ell \ \ln \left({\frac {s}{a}}\right)\end{aligned}}} | - {\displaystyle a}: Radio del alambre - {\displaystyle s}: Distancia de separación, {\displaystyle s\geq 2a} - {\displaystyle \ell }: Longitud (cada uno) del par - {\displaystyle \mu _{0}}: véase las notas al pie de la tabla. |

{\displaystyle Y} es un valor aproximadamente constante entre 0 y 1 que depende de la distribución de la corriente en el cable: {\displaystyle Y=0} cuando la corriente fluye solo en la superficie del cable (efecto de piel completo), {\displaystyle Y=1} cuando la corriente se distribuye uniformemente sobre la sección transversal del cable (corriente continua). Para alambres redondos, Rosa (1908) da una fórmula equivalente a:
{\displaystyle Y\approx {\frac {1}{\,1+a\ {\sqrt {{\tfrac {1}{8}}\mu \sigma \omega \,}}\,}}}
donde
- {\displaystyle \omega =2\pi f} es la frecuencia angular, en radianes por segundo;
- {\displaystyle \mu =\mu _{0}\,\mu _{\text{r}}} es la permeabilidad magnética neta del alambre;
- {\displaystyle \sigma } es la conductividad específica del cable; y
- {\displaystyle a} es el radio del alambre.

{\displaystyle {\mathcal {O}}(x)} representa los términos pequeños que se han eliminado de la fórmula para simplificarla. Leer el término {\displaystyle {}+{\mathcal {O}}(x)} como "más pequeñas correcciones que varían en el orden de {\displaystyle x}" (véase notación O grande).